# Baccaurea celebica
Baccaurea celebica är en emblikaväxtart som beskrevs av Ferdinand Albin Pax och Käthe Hoffmann. Baccaurea celebica ingår i släktet Baccaurea och familjen emblikaväxter.
Artens utbredningsområde är Sulawesi. Inga underarter finns listade i Catalogue of Life.